# اقتباس از شاهنامه در ادبیات کودک و نوجوان
اقتباس از شاهنامه در ادبیّات کودک و نوجوان به لحاظ محتوایی به دو شاخه تقسیم می‌شود که اقتباس کنندگان از شاهنامه در ادبیّات کودک و نوجوان موارد زیر را در نوشته‌های خود تجربه کرده‌اند. ۱-  «اقتباس باز یا آزاد؛
۲- اقتباس بسته یا وفادار»
گروهی معتقدند که رابطهٔ بین متون کهن و ادبیّات امروزی یک‌سویه است و نباید ارزش متون کهن را با امروزی کردن آن از بین برد. «صاحب نظران، تئوری‌های متفاوتی نسبت به مقوله ادبیّات کودک دارند؛ گروهی آن را ابزار آموزش شمرده‌اند و ارائه جنبه‌های اخلاقی و تربیتی را در اولویت این تعریف قرار داده‌اند»
در اقتباس آزاد (باز) اقتباس‌کننده با استفاده از عناصر موجود در منبع، متن را آن‌گونه که اراده می‌کند، می‌پروراند. اقتباس آزاد در فرم ادبی و داستانی انواعی دارد که می‌توان به بازآفرینی، بازنگری، وام‌گیری عناوین و اصطلاحات اشاره کرد. همان‌طور که از این عنوان پیداست، نمی‌توان برای انواع اقتباس آزاد تعریفی محدود ارائه کرد و این امکان وجود دارد که در آینده انواع دیگری از آن توسط اقتباس‌کنندگان تجربه شود. «اقتباس بسته انواع مختلفی دارد: بازنویسی، گزیده‌نویسی، تلخیص و تصویرگری محض.»
بازنویسی از متداول‌ترین روش‌هایی است که اقتباس‌کنندگان کتاب‌های کودک و نوجوان برای انتقال متن شاهنامه از آن استفاده کرده‌اند و می‌توان گفت که بازنویسان در ایران حدود نود و هفت درصد از کتاب‌های برگرفته از شاهنامه را به این شیوه نوشته‌اند. حدود سیصد و چند کتاب داستانی برگرفته از شاهنامه که در فاصلهٔ سال‌های ۱۲۸۵ تا ۱۳۸۵ برای کودک و نوجوان نوشته‌شده است در این مجموع، نویسندگان در نزدیک به سیصد کتاب از شیوهٔ بازنویسی استفاده کرده‌اند. این آمار ضرورت آکادمیک کردن علوم مربوط به ادبیات کودک و نوجوان را بیش‌تر نمایان می‌سازد.
اصطلاح بازنویسی را نخستین‌بار محمود مشرف‌تهرانی در مجمع بین‌المللی ادبیّات کودک در ۲۵ اردیبهشت سال ۱۳۵۴ مطرح کرد. جمال میرصادقی بازنویسی را برابر با اقتباس معرّفی کرده است: «اقتباس یا بازنویسی، بازنگری اثری است به اندازهٔ دلخواه، به‌طوری که عمل داستانی شخصیّت‌ها - تا حدّی که ممکن باشد - و خصوصیّات زبانی و لحن اثر اصلی برجا بماند.»
جعفر پایور تعریفی دقیق‌تر از بازنویسی مطرح کرده است: «بازنویسی یعنی به زبان امروزی درآوردن اثر کهن به‌طوری که کهنگی اثر گرفته شود و بر دو گونه است: بازنویسی ساده؛ یعنی اثر کهن را به زبان امروزی درآوردن و بازنویسی خلاّق؛ یعنی ساختار نو به اثر کهن دادن.»
در اکثر کتاب‌های بازنویسی شده از شاهنامه، اقتباس‌کنندگان ترجیح داده‌اند در تبدیل متن شاهنامه و مناسب‌سازی آن برای گروه کودک و نوجوان، از موضوع متن اصلی خارج نشوند. در کیفیت اجرای این مراحل نیز اقتباس‌کنندگان از شاهنامه در ادبیات کودک و نوجوان، بسیار سلیقه‌ای عمل کرده‌اند. بررسی متون اقتباس شده از شاهنامه به روش بازنویسی نشان می‌دهد که ساده کردن متن اصلی و حذف مطالب غیرضروری از متن اصلی یا پیش اثر باتوجه به اینکه متن برای کودکان و نوجوانان نوشته می‌شوداز پرکاربردترین روش‌های اجرایی در مناسب‌سازی شاهنامه، در بازنویسی برای گروه سنی کودک و نوجوان است.
به این منظور پیشنهادهایی جهت بهبود وضعیّت ادبیّات کودک و نوجوان به‌خصوص در اقتباس از متون کهن و به ویژه شاهنامهٔ فردوسی ارائه شده است.
1. «آسیب‌شناسی بازتاب شاهنامه در ادبیّات کودک و نوجوان.
2. بازتاب شاهنامه در ادبیّات کودک و نوجوان خارج از مرزهای ایران.
3. جستجو و مصداق‌یابی انواع اقتباس از دیگر متون ادبی در کتاب‌ها و نشریّات کودک و نوجوان.
4. مقایسهٔ بازنویسی از شاهنامه برای کودکان و نوجوانان با بازنویسی از دیگر متون ادبی.
5. مقایسهٔ کمّی و کیفی انواع اقتباس از شاهنامه برای کودکان و نوجوانان با انواع اقتباس از دیگر متون حماسی غیر ایرانی.
6. تحلیل سیاست‌های اجرایی در جهت توسعهٔ تولید کمّی و کیفی آثار مقتبس از متون کهن در کتاب‌ها.
7. مقایسهٔ نشریّات کودک و نوجوان داخلی در بخش اقتباس از متون کهن با نشریّات کشورهایی که در این بخش همّت گماشته‌اند.
8. مقایسهٔ بخش زبان کاربردی کودکانه کتاب‌های برگرفته از شاهنامه با نشریّات، به‌لحاظ ساختار دستوری.»[۶]